# Intratables
Intratables fue un programa de televisión argentino de actualidad y de archivo, que se emitió por América TV. La primera etapa se emitió desde el 7 de enero de 2013 hasta el 5 de mayo de 2022. En los comienzos condujo Santiago Del Moro, luego fue sustituido por Fabián Doman y en el final Alejandro Fantino. En su última temporada en el año 2023, el programa fue conducido por Nicolás Magaldi en una edición semanal los domingos por la noche, hasta el 29 de octubre de 2023.

## Formato
En el programa se realiza un resumen de las noticias con debates en piso y la opinión de un panel de columnistas e invitados.
En un comienzo estuvo orientado principalmente al rubro espectáculos, pero terminó dedicándose por completo a la actualidad política.

## Temporadas
| Temporada | Conducción        | Año   | Rating prom. |
| --------- | ----------------- | ----- | ------------ |
| 1         | Santiago del Moro | 2013  | 4.8          |
| 2         | Santiago del Moro | 2014  | 4.0          |
| 3         | Santiago del Moro | 2015  | 4.7          |
| 4         | Santiago del Moro | 2016  | 5.7          |
| 5         | Santiago del Moro | 2017  | 4.3          |
| 6         | Santiago del Moro | 2018  | 3.4          |
| 7         | Fabián Doman      | 2019  | 2.5          |
| 8         | Fabián Doman      | 2020  | 2.5          |
| 9         | Alejandro Fantino | 2021  | 1.7          |
| 10        | Alejandro Fantino | 2022  | 1.5          |
| 11        | Nicolás Magaldi   | 2023  |              |
| Total     | Total             | Total | 3.5          |

Notas
1. ↑  Entre febrero y mayo de 2019, el programa fue conducido por Guillermo Andino. A partir del 6 de mayo, Doman condujo el programa.
2. ↑  Doman condujo el programa hasta finales de junio de 2021. A partir del 12 de julio de 2021 y hasta su final en 2022, el programa fue conducido por Alejandro Fantino.

## Equipo

### Conductores
- Santiago del Moro (2013-2018)
- Paulo Vilouta (2018, 2021-2022)
- Guillermo Andino (2019)
- Fabián Doman (2019-2021)
- Alejandro Fantino (2021-2022)
- Nicolás Magaldi (2023)

### Panelistas históricos
- Diego Brancatelli (2013-2022)
- Paulo Vilouta (2013-2022)
- Silvia Fernández Barrio (2013-2016)[3]
- Ángel de Brito (2013)
- Valeria Gastaldi (2013)
- Facundo Pastor (2013-2014)
- María Freytes (2013-2014)
- Connie Ansaldi (2013)
- Fabiana Araujo (2013)
- Victoria "Vitto" Saravia (2013)
- Marcela Feudale (2013)
- Clara Douradinha (2013)
- Jonatan Viale (2013-2017)
- Franco Torchia (2013-2015)
- María Julia Oliván (2013-2015; 2017-2018)
- Julia Mengolini (2014-2016)[4]
- Fernando Cerolini (2014-2015)
- Rodolfo "Rudy" Vera Calderón (2014)
- Alessandra Martín (2014)
- Carolina Perín (2014)
- Paola Juárez (2014-2015)
- Debora Plager (2014-2021)
- Julieta Fasce (2014-2018)
- Matías Tombolini (2014-2018)
- Fanny Mandelbaum (2014-2018)
- Agustina Kämpfer[5] (2015-2016)
- Claudio Savoia (2015-2022)
- Rosario Lufrano (2015-2016; 2018)
- Javier Milei (2015-2018)
- Pablo Sirvén (2015-2018)
- Úrsula Ures Poreda (2015-2020)
- Gabriel Levinas (2015 - 2018)
- Gustavo Grabia (2016-2022)
- Giselle Rumeau (2016-2018)
- Clara Mariño (2016-2018)
- Mariel Fitz Patrick (2016)
- Mariano Obarrio (2016-2017)
- Costa (2018)
- Catalina de Elía (2018-2020)
- Carolina Losada (2019-2021)
- Ernestina Pais (2019-2021)
- Mauricio D'Alessandro (2019-2021)
- Luis Bremer (2019)
- Cecilia Zuberbühler (2019)
- Martín Candalaft (2021-2022)
- Josefina Pouso (2021-2022)
- Marcela Pagano (2021-2022)
- Ignacio Ortelli (2021-2022)
- Diana Deglauy (2022)
- Liliana Franco (2013-2019, 2023)
- Ceferino Reato (2014-2021, 2023)
- Natasha Niebieskikwiat (2015-2019, 2023)
- Augusto Tartúfoli (2023)
- Candelaria de la Sota (2023)
- Enrique Zuleta Puceiro (2023)
- Raúl Timerman (2023)
- Amalia Díaz Guiñazu (2023)

### Locuciones
- May Martorelli

## Premios y nominaciones
| Premios Martín Fierro | Premios Martín Fierro             | Premios Martín Fierro   | Premios Martín Fierro    | Premios Martín Fierro | Premios Martín Fierro | Premios Martín Fierro | Premios Martín Fierro | Premios Martín Fierro | Premios Martín Fierro | Premios Martín Fierro | Premios Martín Fierro |
| Año                   | Categoría                         | Receptor                | Resultado                |                       |                       |                       |                       |                       |                       |                       |                       |
| --------------------- | --------------------------------- | ----------------------- | ------------------------ | --------------------- | --------------------- | --------------------- | --------------------- | --------------------- | --------------------- | --------------------- | --------------------- |
| 2014                  | Mejor labor conducción masculina  | Santiago del Moro       | Nominado                 |                       |                       |                       |                       |                       |                       |                       |                       |
| 2014                  | Mejor labor periodística femenina | María Julia Oliván      | Nominada                 |                       |                       |                       |                       |                       |                       |                       |                       |
| 2015                  | Mejor programa periodístico       | Intratables             | Nominado                 |                       |                       |                       |                       |                       |                       |                       |                       |
| 2015                  | Mejor labor conducción masculina  | Santiago del Moro       | Nominado                 |                       |                       |                       |                       |                       |                       |                       |                       |
| 2015                  | Mejor labor periodística femenina | María Julia Oliván      | Nominada                 |                       |                       |                       |                       |                       |                       |                       |                       |
| 2016                  | Mejor programa periodístico       | Intratables             | Nominado                 |                       |                       |                       |                       |                       |                       |                       |                       |
| 2016                  | Mejor labor conducción masculina  | Santiago del Moro       | Ganador                  |                       |                       |                       |                       |                       |                       |                       |                       |
| 2016                  | Mejor labor periodística femenina | Debora Plager           | Ganadora[cita requerida] |                       |                       |                       |                       |                       |                       |                       |                       |
| 2016                  | Mejor panelista                   | Jonatan Viale           | Ganador                  |                       |                       |                       |                       |                       |                       |                       |                       |
| 2016                  | Mejor panelista                   | Diego Brancatelli       | Nominado                 |                       |                       |                       |                       |                       |                       |                       |                       |
| Premios Tato          |                                   |                         |                          |                       |                       |                       |                       |                       |                       |                       |                       |
| 2013                  | Mejor programa de espectáculos    | Intratables             | Nominado                 |                       |                       |                       |                       |                       |                       |                       |                       |
| 2013                  | Mejor panelista                   | Silvia Fernández Barrio | Nominada                 |                       |                       |                       |                       |                       |                       |                       |                       |
| 2015                  | Mejor programa periodístico       | Intratables             | Ganador                  |                       |                       |                       |                       |                       |                       |                       |                       |
| 2015                  | Mejor conducción masculina        | Santiago del Moro       | Ganador                  |                       |                       |                       |                       |                       |                       |                       |                       |
| 2015                  | Mejor labor periodística          | Jonatan Viale           | Nominado                 |                       |                       |                       |                       |                       |                       |                       |                       |